# C10H14N5O7P
化学式C10H14N2O7P（摩尔质量：347.22 g/mol）可能指：
- 單磷酸腺苷（AMP），CAS号：61-19-8
- 脫氧鳥苷單磷酸（dGMP），CAS号：902-04-5
- 单磷酸阿糖腺苷，CAS号：29984-33-6